# Toxodon
Toxodon, ou toxodonte, é um gênero extinto de mamíferos da ordem Notoungulata. A espécie mais bem conhecida é Toxodon platensis, que habitou a Argentina, Uruguai, Paraguai, Bolívia e Brasil do final do Plioceno até época relativamente recente. Toxodon significa "dente em arco" e platensis provavelmente relacionado a Plata, da Argentina. Seus fósseis já foram encontrados em associação com pontas de flechas, o que indica que sua extinção pode estar relacionada à caça movida pelos primeiros indígenas da América do Sul.
De tamanho comparável ao de um rinoceronte (1300 kg para 3 m de comprimento mais 50 cm de cauda), foi o último representante de um grupo de mamíferos com cascos exclusivo da América do Sul, os notoungulados. O crânio tinha 70 cm de comprimento e a dentição era característica de animais de pasto. Já se acreditou que havia sido um animal anfíbio, mas as proporções do fêmur e da tíbia e a posição da cabeça são típicas de animais terrestres como os elefantes e os rinocerontes, e seus fósseis têm sido encontrados tanto em regiões áridas e semiáridas quanto em regiões úmidas, o que indica que seus hábitos eram fundamentalmente terrestres.
Charles Darwin estudou fósseis de toxodonte enquanto visitava a América do Sul, na sua viagem no HMS Beagle.

## Outras espécies
Outras espécies de Toxodon foram descritas, algumas delas tendo sua validação questionada:
- T. angustidens - provavelmente sinônimo de T. platensis
- T. bilobidens - Plioceno da Argentina
- T. burmeisteri - Plioceno ao Pleistoceno Superior de Nicarágua, Argentina
- T. burmeisteri - Nomeado em 1866 por Giebel
- T. darwini - Nomeado em 1866 por Burmeisteri
- T. elongatus - provavelmente sinônimo de T. giganteus
- T. ensenadensis - Mioceno Superior ao Plioceno Inferior da Argentina
- T. expansidens - Plioceno do Brasil. Nomeado em 1886 por Cope
- T. gervaisii - provavelmente sinônimo de T. platensis. Nomeado em 1880 por Gervais e Florentino Ameghino
- T. giganteus - Plioceno Inferior da Argentina
- T. gracilis - Plioceno Inferior da Argentina
- T. owenii - provavelmente sinônimo de T. platensis
- T. paradoxus - Plioceno da Argentina
- T. paranensis - Plioceno Inferior da Argentina
- T. protuoburmeisteri - Plioceno Inferior da Argentina
- T. sp (ainda não nomeado) - com crânio de 43 cm de comprimento, viveu durante o Pleistoceno Superior na Argentina
- T. virgatus - Plioceno Inferior da Argentina
- T. voghti - Plioceno Inferior da Argentina